# Liliana Ursino
Liliana Ursino (Roma, 30 marzo 1947 – Roma, 29 aprile 2018) è stata un'annunciatrice televisiva italiana.

## Biografia
Nel 1969 supera il concorso per annunciatrici televisive, venendo definitivamente assunta nel febbraio del 1970 dalla sede Rai di Roma. Mantiene questo ruolo fino al 1976.
Successivamente conduce il TG in lingua inglese per gli italiani residenti in America.
Nell'estate del 1976 conduce l'edizione pomeridiana del TG2 assieme a Ruggero Orlando e, in seguito, la rubrica meteorologica Meteo2. Resta al TG2 fino al novembre dello stesso anno, quando passa alla radio restandovi fino al 1979.
Nel 1978 conduce su RadioTre il programma Lunario in musica. Il 15 dicembre 1979, in concomitanza con la nascita di Rai 3, inaugura e conduce il TG3 nazionale e regionale.
Conduce il telegiornale di Rai 3 anche nel 1987, quando la testata diventa autonoma da Rai Regione. In seguito conduce, dal 1992 al marzo del 1999, il meteo di Rai 3, alternandosi con le altre annunciatrici ufficiali della rete e con Augusto Lombardi.
Tra il 1997 e il 1999 torna nel suo storico ruolo di Signorina buonasera della Rai.
Si è offerta più volte come presentatrice per i concerti di beneficenza del coro S. Chiara dei dipendenti RAI, tra cui quello del 5 dicembre 2006 per lo SMOM, Il Sovrano Militare Ordine di Malta.
È stata speaker della Rai dal 1999 sino alla morte, avvenuta il 29 aprile 2018.